# Neil McNeil
Neil McNeil, né le 23 novembre 1851 à Hillsborough en Nouvelle-Écosse et décédé le 25 mai 1934 à Toronto en Ontario, était un prélat catholique canadien. Il a été ordonné évêque en 1895. Il a été le vicaire apostolique de Ouest de Terre-Neuve à Terre-Neuve-et-Labrador de 1895 à 1910, l'archevêque de l'archidiocèse de Vancouver en Colombie-Britannique de 1910 à 1912 et l'archevêque de l'archidiocèse de Toronto en Ontario de 1912 jusqu'à sa mort en 1934.

## Biographie
Neil McNeil est né le 23 novembre 1851 à Hillsborough dans le comté d'Inverness sur l'île du Cap-Breton en Nouvelle-Écosse. Il étudia au collège pontifical de Rome. Le 12 avril 1879, il fut ordonné prêtre pour le diocèse d'Arichat en Nouvelle-Écosse. En 1880, il fut nommé vice-recteur du collège Saint-Francis-Xavier à Antigonish en Nouvelle-Écosse. Il en devint le recteur en 1891. Il fut curé à Arichat et à D'Escousse.
Le 6 août 1895, il fut nommé vicaire apostolique de Ouest de Terre-Neuve (Saint-Georges) et évêque titulaire de Nilopolis (de) et est consacré le 20 octobre de la même année par John Cameron avec comme co-consécrateurs James Charles McDonald (en) et Michael Francis Howley. Le 18 février 1904, le vicariat apostolique fut élevé au rang de diocèse et Neil McNeil en devint le premier évêque. Le 19 janvier 1910, Neil fut nommé archevêque de l'archidiocèse de Vancouver en Colombie-Britannique. Le 10 avril 1912, il devint l'archevêque de l'archidiocèse de Toronto en Ontario. En 1927, lorsque la Fédération pour le service communautaire (Federation for Community Service) refusa de continuer de financer les institutions caritatives catholiques, Neil fonda la Fédération des organismes de bienfaisance catholiques ( Federation of Catholic Charities). Il occupa la position d'archevêque de Toronto jusqu'à sa mort le 26 mai 1934. Il est inhumé au séminaire Saint-Augustin à Toronto.

## Héritage

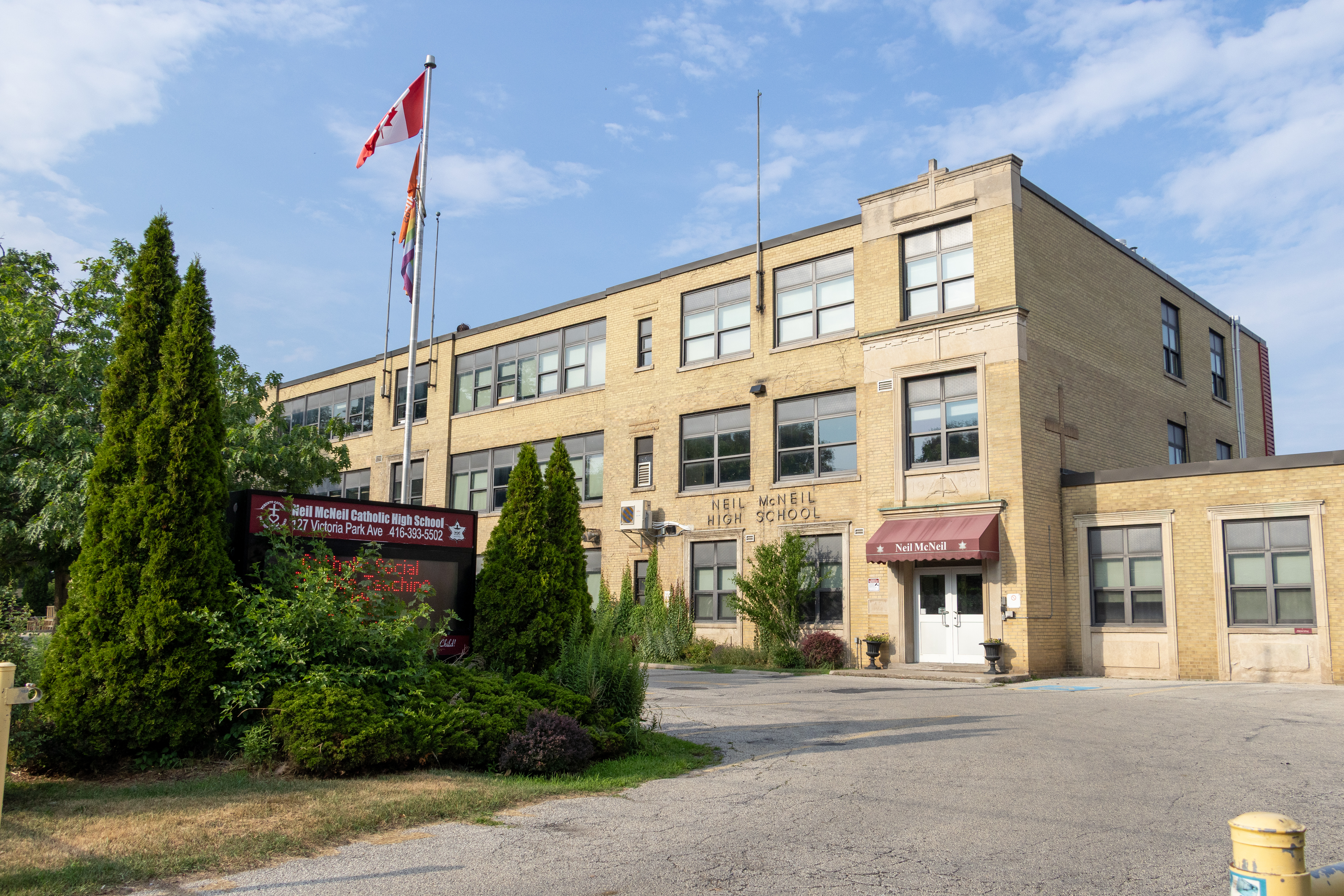
L'école secondaire catholique Neil McNeil

Une école secondaire catholique de Toronto en Ontario porte son nom.